# Timothy Dexter

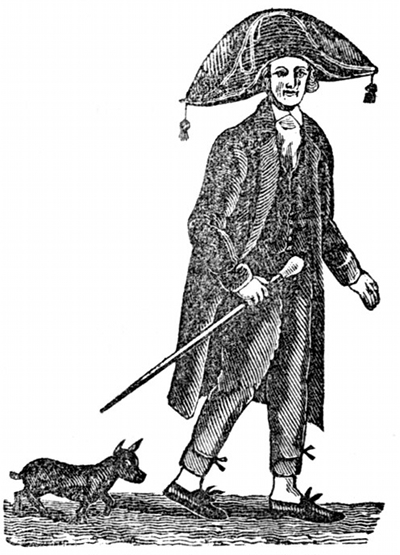
Lord Timothy Dexter
(1805), gravure, James Akin

Timothy Dexter (Malden (Massachusetts), 22 januari 1747 - Newburyport (Massachusetts), 23 oktober 1806), ook bekend als Lord Timothy Dexter, was een opmerkelijke Amerikaanse zakenman, bekend om zijn excentrieke gedrag en zijn autobiografie in ongebruikelijke schrijfstijl. 
Geboren in Malden on de staat Massachusetts, had Dexter weinig scholing en begon op jonge leeftijd als landarbeider. Op zijn 16e werd hij leerling van een leerlooier en verhuisde later naar Newburyport. Zijn fortuin veranderde toen hij trouwde met de welgestelde weduwe Elizabeth Frothingham, waarna hij met haar geld een herenhuis verwierf. Dexter vergaarde rijkdom door slimme investeringen.
Zijn excentrieke gedrag omvatte vreemde politieke aspiraties en het schrijven van het autobiografisch boek A Pickle for the Knowing Ones, dat opviel door zijn eigenaardige spelling, grammaticale fouten en gebrek aan leestekens.

Het huis van "Lord" Timothy Dexter in Newburyport
(1810), J.H. Bufford, Library of Congress

Dexter's nalatenschap omvatte een opvallend huis in Newburyport, versierd met minaretten en houten beelden van beroemde figuren. Zijn relatie met zijn familie leed onder zijn eigenaardige gedrag, zoals het veinzen van zijn eigen dood en het slaan van zijn vrouw voor onvoldoende rouw.
Na zijn dood werd zijn huis een hotel, en een straat in Newburyport werd vernoemd naar Dexter. Zijn nalatenschap werd gewaardeerd op $35.027,39.